# Comes rerum privatarum
El comes rerum privatarum (en latín; en griego κόμης τη̑ς ἰδικη̑ς παρουσίας, kómis tȋs idikȋs parousías) es un funcionario a cargo de la administración de los bienes del emperador (no de los bienes públicos o res publica) durante el Bajo Imperio romano y durante el periodo protobizantino.

## Historia
Este cargo se crea probablemente en tiempos de Constantino, hacia el 318, al mismo tiempo que el comes sacrarum largitionum, aunque no queda evidenciado hasta el 342-345. Este comes tiene como función principal gestionar y recaudar los ingresos derivados de las res privata (departamento de finanzas imperial creado en tiempos de Septimio Severo) como podían ser ingresos por los arrendamientos, por las ventas de los bienes muebles y fincas urbanas, la protección de las propiedades de la usurpación, y la recepción de las propiedades de fincas urbanas por donación, legado, confiscación o embargo. Los bienes de criminales condenados (bona damnatorum) , tierras vacantes (bona vacantia) o sin testamento o herederos (bona caduca), vuelven igualmente al emperador.
Este funcionario es uno de los comites consistoriales (donde el sacrum consistorium era el consejo imperial romano establecido por Constantino). Por su función, es un vir illustris (título creado oficialmente hacia el 372 y aplicable a un reducido número de militares y funcionarios) y miembro del Senado romano (o, posteriormente, del Senado bizantino). Ambas funciones (rerum privatarum y sacrarum largitionum) son de alto rango dentro de la burocracia imperial del siglo IV al siglo VI.
El departamento de los rerum privatarum, ligeramente menos amplio que el empleado por el comes sacrarum largitionum, estaba distribuido en:
1. un aparato administrativo central, consiste en cinco oficinas administrativas (scrinia): exceptores (secretarios), beneficia (concesiones de tierras), canones (arriendos), securitates (recibos de los arriendos) y private largitiones (recaudadores de tasas o impuestos).
2. un aparato administrativo periférico, disponiendo de funcionarios en las diócesis y las provincias. Actuaron los rationales rei privatae (encargados de la actividad contable del patrimonium en las diócesis) y los procuratores rei privatae (representantes provinciales de las res privata).[1]

En la capital, los scrinia están compuestos de palatini rerum privatarum (los palatini que designan los funcionarios en correos al patio, el palatium), que son enviados cada año a supervisar el trabajo de sus colegas de las diócesis y provincias.
Según el Código Teodosiano, hay unos 399 trescientos de estos funcionarios bajo el comes rerum privatarum. El conde puede por otra parte reagrupar propiedades en una domus divinae que se ubica bajo el control de un funcionario diferente de los funcionarios diocesanos y provinciales.
Hacia 414, la domus divinae per Cappadociam (la caja destinada al gasto palaciego) es transferida del comes rerum privatarum al praepositus sacri cubiculi. En el Imperio romano de Occidente, Glicerio (473-74) crea un nuevo funcionario, el comes patrimonii, para la administración de las propiedades imperiales, que deja al comes rerum privatarum sólo los bienes arrendados y las funciones judiciales relacionadas con los embargos y donaciones. Antes 509, probablemente en los años 490, Anastasio I (491-518) copia esta reforma en el Imperio de Oriente. Poco a poco, la función pierde su naturaleza fiscal pero ve crecer sus competencias judiciales, hasta cubrir casos relacionados al pillaje de tumbas y matrimoniales. Bajo Justiniano I (527-65), la mayoría de las domus divinae están ubicadas en las manos de curatores independientes. En el siglo VII, la función es reemplazada en gran parte por la de sacelario.